# Sturddlefish

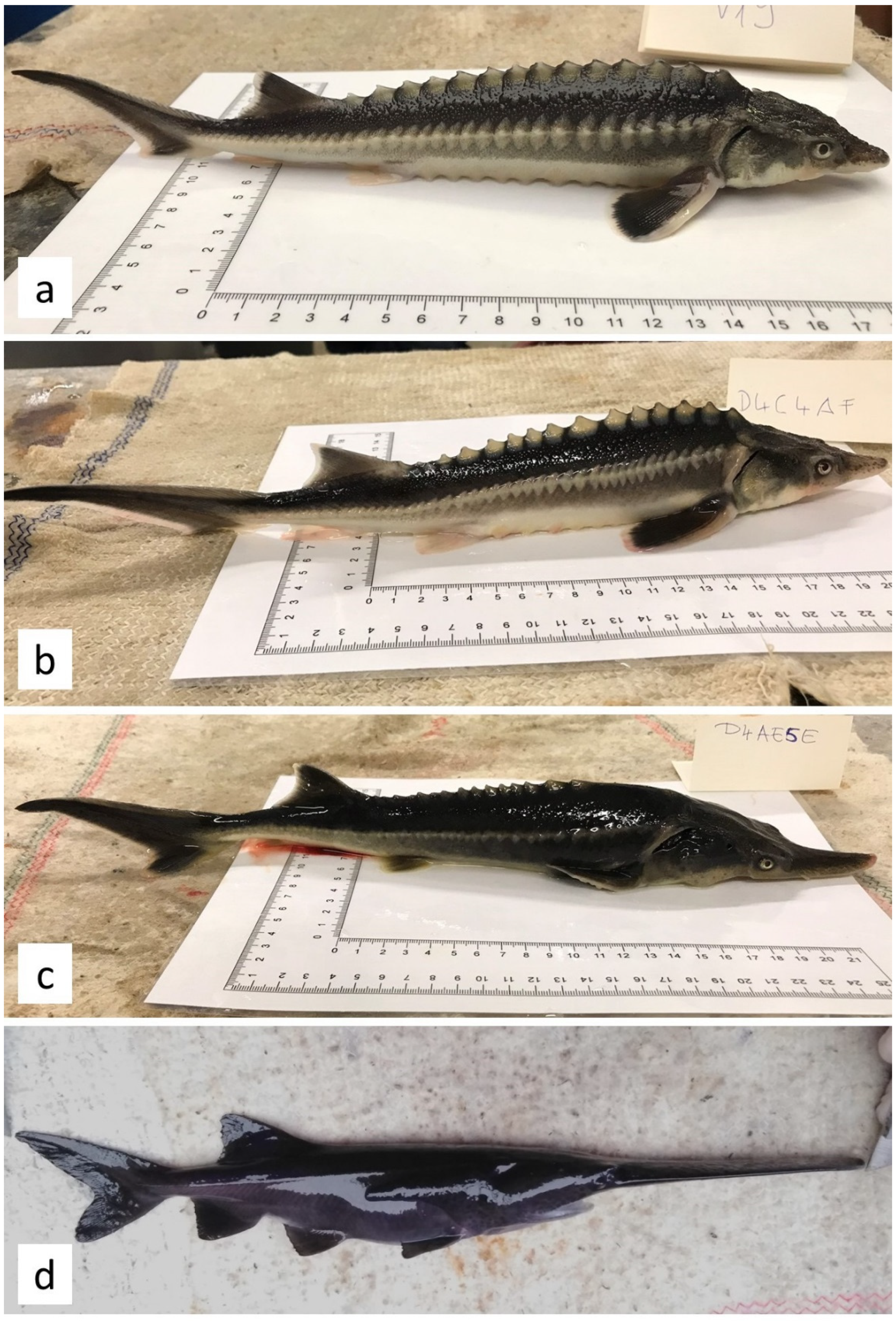
Cá con của cá tầm Nga (a) và cá tầm thìa Mỹ (d). Các giống lai của chúng: (b) và (c).

Sturddlefish là tên gọi để chỉ con lai giữa cá tầm thìa Mỹ (Polyodon spathula) và cá tầm Nga (Acipenser gueldenstaedtii), được công bố vào năm 2020. Đây là lần lai tạo thành công đầu tiên giữa hai loài này, cũng như giữa hai thành viên của họ Cá tầm và họ Cá tầm thìa.

## Sự ra đời của giống lai
Cả cá tầm Mỹ và cá tầm Nga đều là những loài đang có nguy cơ tuyệt chủng. Trong một thí nghiệm để kiểm tra xem việc áp dụng hình thức mẫu sinh (gynogenesis) vào cá tầm Nga có thể giúp tái tạo quần thể của chúng hay không, các nhà nghiên cứu Hungary đã sử dụng tinh trùng của cá tầm thìa Mỹ và trứng của cá tầm Nga. Kết quả của thí nghiệm này vô tình lại tạo ra các con lai có khả năng sống sót. Khoảng 2/3 số cá con sống qua tháng đầu tiên và khoảng 100 con vẫn còn sống tiếp theo đó.
Điều đáng nói, hai loài bố mẹ của sturddlefish thuộc hai họ cá khác nhau, mà tổ tiên chung gần nhất của chúng sống cách đây khoảng hơn 184 triệu năm, tức là đã hình thành khoảng cách phát sinh loài rất lớn, khác nhau về hình thái tổng thể lẫn tập tính. Mặt khác, các thí nghiệm lai tạo trước đây giữa cá tầm thìa Mỹ với một số loài cá tầm đều không tạo ra được thế hệ con khỏe mạnh.

## Mô tả chung
Có hai nhóm biến dị hình thái được ghi nhận ở sturddlefish, tập trung ở các đặc điểm liên quan đến chiều dài mõm và chiều dài của thùy đuôi trên. Nhóm thứ nhất có các cá thể giống với loài mẹ hơn, có lẽ là do lượng gen lớn hơn từ cá tầm Nga lấn át các đặc điểm của cá tầm thìa Mỹ. Nhóm thứ hai thể hiện sự đồng đều các đặc điểm vì tỉ lệ bộ nhiễm sắc thể của cá mẹ và cá bố gần như bằng nhau.

## Tiềm năng
Các loài cá tầm lai thường được sử dụng trong nuôi trồng thủy sản và cung cấp khoảng 20% sản lượng trứng cá muối toàn cầu (khảo sát năm 2017). Tuy nhiên, các nhà nghiên cứu "tạo ra" sturddlefish cho rằng, chúng hoàn toàn vô sinh, như la và sư hổ, nên đồng nghĩa với việc sẽ không đem lại lợi ích cho việc sản xuất trứng cá muối. Mặc dù sturddlefish phát triển tốt trong điều kiện nuôi nhốt, các nhà nghiên cứu không có kế hoạch sản xuất thêm giống này để không biến chúng thành loài xâm lấn gây ảnh hưởng tới quần thể cá tự nhiên.